# Гевара, Андер
Андер Гевара Лахо (исп. Ander Guevara Lajo; 7 июля 1997, Витория-Гастейс, Испания) — испанский футболист, полузащитник клуба «Алавес».

## Клубная карьера
Гевара — воспитанник клубов «Алавес» и «Реал Сосьедад». В 2016 году для получения игровой практики Андер начал выступать за дублирующий состав последних. 27 октября 2017 года в поединке Кубка Испании против «Льейда» Андер дебютировал за основной состав. 15 марта 2019 года в матче против «Леванте» он дебютировал в Ла Лиге. 11 апреля 2021 года в поединке против «Валенсии» Андер забил свой первый гол за «Реал Сосьедад».

## Достижения
«Реал Сосьедад»
- Обладатель Кубка Испании: 2019/20